# Coloradoa absinthiella
Coloradoa absinthiella är en insektsart som beskrevs av Ossiannilsson 1962. Coloradoa absinthiella ingår i släktet Coloradoa, och familjen långrörsbladlöss. Arten är reproducerande i Sverige.